# Telecomunicações do Rio Grande do Norte
Telecomunicações do Rio Grande do Norte S/A (TELERN) foi a empresa operadora de telefonia do sistema Telebras no estado do Rio Grande do Norte antes do processo de privatização em julho de 1998.

## História
Permaneceu em atividade de 1964 até o processo de privatização em 1998. Após esse processo as operações de telefonia fixa foram absorvidas pela Telemar (atual Oi).